# Seznam novozelandskih arhitektov
Seznam novozelandskih arhitektov.

## A
- Ian Athfield

## L
- Isaac Luck

## M
- Benjamin Mountfort

## P
- Francis Petre